# Фойхтванген
Фойхтванген (нім. Feuchtwangen) — місто в Німеччині, розташоване в землі Баварія. Підпорядковується адміністративному округу Середня Франконія. Входить до складу району Ансбах.
Площа — 137,40 км2. Населення становить 12 543 ос. (станом на 31 грудня 2020).